# Emergencia biológica
La emergencia biológica es un mecanismo evolutivo planteado con posterioridad a la teoría evolutiva de las especies de Charles Darwin según el cual se produce a través de los procesos de adaptación biológica y de deriva genética la aparición de nuevos patrones genéticos que configuran en los organismos la transformación, implementación o desaparición de algunas de sus características morfológicas y funcionales de tal modo que se genera la conformación de nuevos tipos de razas y especies biológicas.
- Datos: Q5830714